# علی بن حسن شیرازی
علی ابن حسن دیلمی حاکم آل بویه شهر شیراز (زاده کازرون)
یکی از ایرانیان که در قرن دهم میلادی از خلیج فارس عازم شرق آفریقا شد و در آنجا پایه‌گذار تمدن افرو شیرازی شد.
جامعه افرو پارسی یا افرو شیرازی در شرق آفریقا سواحل سومالی کنیا زیمبابوه و شمال موزامبیک حضور فعالی داشته‌اند و قبل از ورود استعمار پرتغال امپراتوری زنگبار و کیلوا را اداره می‌کردند. یکی از این مساجد مسجد کزیم کزی نام دارد که در اصل کاظم قاضی بوده است
افروشیرازی‌ها امپراطوری زنگ یا سلطنت کیلوا، حکومتی در سواحل شرقی آفریقا را پایه‌گذاری کردند که در قرن چهارم هجری توسط دریانوردان شیرازی بنا نهاده شد. پایتخت این حکومت جزیره کیلوا کیسیوانی بود که در ۲۴۰ کیلومتری جنوب شهر امروزی دارالسلام واقع‌شده‌است.

## پی‌نوشت
1. ↑  http://ensani.ir/file/download/article/20101119132554-347.pdf%7Cصفحه%5Bپیوند+مرده%5D ۴ مقاله، علی بن حسن مردی مقتدر از اهالی کازرون
2. ↑  فریار، «امپراطوری زنگ یاکیلوا»، وحید، ۵۶۹.